# 傑姆基夫
48°58′3″N 28°1′21″E / 48.96750°N 28.02250°E
傑姆基夫（烏克蘭語：Демків），是烏克蘭的村落，位於該國西南部文尼察州，由日梅林卡區負責管轄，面積0.13平方公里，海拔高度274米，2001年人口43，人口密度每平方公里341.27人。